# Dsjanis Warabjou
Dsjanis Warabjou (belarussisch Дзяніс Варабёў, wiss. Transliteration Dzjanis Varabjoŭ; * 2. Januar 1979) ist ein ehemaliger belarussischer Skilangläufer.

## Werdegang
Warabjou trat international erstmals bei den Junioren-Skiweltmeisterschaften 1998 in Pontresina in Erscheinung. Dort belegte er den 23. Platz über 30 km klassisch und den 19. Rang über 10 km Freistil. Im folgenden Jahr errang er bei den Junioren-Skiweltmeisterschaften in Saalfelden am Steinernen Meer den 67. Platz über 30 km Freistil und den 48. Platz über 10 km klassisch. Bei den Olympischen Winterspielen 2002 in Salt Lake City lief er auf den 65. Platz in der Doppelverfolgung, auf den 55. Rang im Sprint sowie auf den 44. Platz im 30-km-Massenstartrennen. In der Saison 2002/03 kam er bei den nordischen Skiweltmeisterschaften 2003 im Val di Fiemme auf den 57. Platz im Sprint und jeweils auf den 38. Rang im 30-km-Massenstartrennen sowie über 15 km klassisch. Seine besten Platzierungen bei der Winter-Universiade 2003 in Tarvisio waren der 15. Platz im 30-km-Massenstartrennen und der fünfte Rang mit der Staffel. Im Januar 2004 erreichte er in Otepää mit dem 41. Platz im 30-km-Massenstartrennen seine beste Platzierung im Weltcupeinzel. In seiner letzten aktiven Saison 2004/05 nahm er an der Winter-Universiade 2005 in Seefeld in Tirol und an den nordischen Skiweltmeisterschaften 2005 in Oberstdorf teil, wo er nachträglich wegen Doping disqualifiziert wurde.